# Kacsamesék (televíziós sorozat, 2017)
A Kacsamesék (eredeti cím: DuckTales) 2017 és 2021 között futott amerikai televíziós 2D-s számítógépes animációs kalandsorozat, amely az azonos című 1987 és 1990 között vetített televíziós rajzfilmsorozat remake-je. A sorozat alkotói Matt Youngberg és Francisco Angones.
Amerikában 2017. augusztus 12-én mutatta be a Disney XD, azonban 2018. május 1-től a Disney Channel vette át a sugárzását. Magyarországon szintén a Disney Csatorna mutatta be 2018. március 29-től, de csak az első évad került leadásra. A második és a harmadik évadot már az M2 adta le 2020. október 25. és 2022. május 31. között.

## Ismertető
Miután tíz évig nem beszéltek egymással, Donald Kacsa újra találkozik mogorva és zsugori nagybácsikájával, Dagobert McCsippel, amikor Donald és három unokaöccse, Niki, Tiki és Viki ellátogatnak Hápburg városába. A három kacsafiú életükben először találkozhat a világhírű Dagoberttel, akiről már annyi jót hallottak, ám megdöbbenve tapasztalják, hogy Dagobert már nem az a rettenthetetlen kalandor, aki fiatalkorában volt. Manapság már csak a megszerzett vagyonának és az üzleti tevékenységeinek él. Ám amikor Donald és a hármasikrek beköltöznek hozzá, váratlanul újra felébred benne a régi kalandvágy, ezért alkalmanként útra kelnek, hogy feltérképezetlen vidékeket és elásott kincseket keressenek. A kalandok során velük tart még Kvák kapitány, Dagobert jó szándékú, bár elég gyatra pilótája, Beakley asszonyság, az ikrek dadája, valamint az unokája, Webby, aki nagyon hamar a fiúk jóbarátja lesz. Miközben egyik izgalomból és veszélyből a másikba kerülnek, Dagobert szép lassan ráébred, hogy a legnagyobb kaland az életben valójában a család. Webby és a fiúk ezalatt megpróbálják kideríteni, mi okozhatta Dagobert elhidegülését a kalandoktól és a Donalddal megromlott viszonyát. A titok nyitja pedig talán elvezethet az ikrek rég elveszett édesanyjához, Della Kacsához...

## Szereplők

### Visszatérő szereplők az eredeti sorozatból
| Szereplő                             | Eredeti hang       | Magyar hang             |
| ------------------------------------ | ------------------ | ----------------------- |
| Dagobert McCsip                      | David Tennant      | Pálfai Péter            |
| Donald Kacsa                         | Tony Anselmo       | Bolba Tamás             |
| Niki                                 | Danny Pudi         | Tóth Márk               |
| Tiki                                 | Bobby Moynihan     | Berecz Kristóf Uwe      |
| Viki                                 | Ben Schwartz       | Mayer Marcell           |
| Webby / Áprilka                      | Kate Micucci       | Bogdányi Titanilla      |
| Beakley asszonyság                   | Toks Olagundoye    | Kocsis Mariann          |
| Kvák kapitány                        | Beck Bennett       | Sarádi Zsolt            |
| Kőszív Glomgold                      | Keith Ferguson     | Barbinek Péter          |
| Kőszív Glomgold                      | Keith Ferguson     | Bogdán Gergő (fiatalon) |
| Bigtime Beagle                       | Eric Bauza         | Fekete Zoltán           |
| Burger Beagle                        | Eric Bauza         | Szokol Péter            |
| Bankos Beagle                        | Eric Bauza         | Kapácsy Miklós          |
| Beagle mama                          | Margo Martindale   | Halász Aranka           |
| Könyvháp asszony                     | Susanne Blakeslee  | Ősi Ildikó              |
| Szaki Dani                           | Jim Rash           | Seszták Szabolcs        |
| Mágika De Spell                      | Catherine Tate     | Mezei Kitty             |
| Gúnár Gusztáv                        | Paul F. Tompkins   | Kerekes József          |
| Eduháp                               | David Kaye         | Németh Gábor            |
| Csillám Aranyka                      | Allison Janney     | Menszátor Magdolna      |
| Fenton Tojáshéj-Cabrera / Kütyükacsa | Lin-Manuel Miranda | Moser Károly            |
| Ludwig von Drake professzor          | Corey Burton       | Kajtár Róbert           |
| Tojáshéj asszonyság                  | Selenis Leyva      | Szórádi Erika           |
| Dinka Drake                          | John Gemberling    | Baráth István           |
| Fergus McCsip                        | Graham McTavish    | Csuha Lajos             |
| Downy McCsip                         | Ashley Jensen      | Csere Ágnes             |
| Szarka Dee                           | Jameela Jamil      | Csuha Bori              |
| Bubba Kacsa                          | Dee Bradley Baker  | Szrna Krisztián         |
| Poe De Spell                         | Martin Freeman     | Kisfalusi Lehel         |

### Szereplők a képregényből és más rajzfilmekből
| Szereplő                       | Eredeti hang          | Magyar hang          |
| ------------------------------ | --------------------- | -------------------- |
| Jim Starling / Negakacsa       | Jim Cummings          | Orosz Gergely        |
| Don Kartács                    | Jaime Camil           | Juhász Levente       |
| Szamóca                        | Tara Strong           | Laudon Andrea        |
| Juni                           | Noël Wells            | Laudon Andrea        |
| Szeder                         | Andrea Libman         | Pekár Adrienn        |
| Maja                           | Riki Lindhome         | Pekár Adrienn        |
| Della Kacsa                    | Paget Brewster        | Roatis Andrea        |
| Kótyag Kacsa                   | Tom Kenny             | Bognár Zsolt         |
| Rokefecske                     | John Hodgman          | Bácskai János        |
| Fantomfolt                     | Giancarlo Esposito    | Koncz István         |
| Matilda McCsip                 | Michelle Gomez        | Kisfalvi Krisztina   |
| José Carioca                   | Bernardo de Paula     | Bodrogi Attila       |
| Panchito Pistoles              | Arturo Del Puerto     | Petridisz Hrisztosz  |
| Drake Mallard / Sötét Tollas   | Chris Diamantopoulos  | Barát Attila         |
| Dinnye Mickey-fej              | Chris Diamantopoulos  | Czető Roland         |
| Az elmúlt karácsonyok szelleme | Jack McBrayer         | Czető Roland         |
| Az idei karácsonyok szelleme   | Bill Fagerbakke       | Gyurin Zsolt         |
| Faris Dzsin                    | Omid Abtahi           | Kisfalusi Lehel      |
| Dzsini                         | Jaleel White          | Ágoston Péter        |
| Vascsőr                        | Jason Mantzoukas      | Kassai Károly        |
| Goofy                          | Bill Farmer           | Dézsy Szabó Gábor    |
| Daisy Kacsa                    | Tress MacNeille       | Orosz Anna           |
| Chip és Dale                   | Tress MacNeille       | (eredeti hangján)    |
| Kit Clondkicker                | Adam Pally            | Szabó Máté           |
| Molly Cunningham               | Eliza Coupe           | Szórádi Erika        |
| Taurus Bulba                   | James Monroe Iglehart | Németh Attila István |
| Rucalind Waddlemayer           | Stephanie Beatriz     | Gulás Fanni          |

### Az új sorozatban bemutatott szereplők
| Szereplő                              | Eredeti hang                  | Magyar hang               |
| ------------------------------------- | ----------------------------- | ------------------------- |
| Kampec kapitány                       | Keith Ferguson                | Bolla Róbert              |
| Johnny és Randy                       | Keith Ferguson                | Juhász Zoltán             |
| Bradford                              | Marc Evan Jackson             | Dézsy Szabó Gábor         |
| Hal                                   | John DiMaggio                 | Dézsy Szabó Gábor         |
| Ász                                   | Grey DeLisle                  | Makay Andrea              |
| Liu Hai                               | B. D. Wong                    | Kautzky Armand            |
| Gabby McStabberson                    | Jennifer Hale                 | Sági Tímea                |
| Dinka anyja                           | Tara Platt                    | Sági Tímea                |
| Penumbra hadnagy                      | Julie Bowen                   | Sági Tímea                |
| Lena De Spell                         | Kimiko Glenn                  | Czető Zsanett             |
| Ocsmány bukta Beagle fiúk             | Eric Bauza                    | Elek Ferenc               |
| Ocsmány bukta Beagle fiúk             | Eric Bauza                    | Sörös Miklós              |
| Ocsmány bukta Beagle fiúk             | Eric Bauza                    | Pálmai Szabolcs           |
| Deszkás Taquito Beagle                | Eric Bauza                    | Petridisz Hrisztosz       |
| Sabaf                                 | Bassem Youssef                | Petridisz Hrisztosz       |
| Mikulás                               | Hugh Bonneville               | Petridisz Hrisztosz       |
| Dr. Atmoz                             | Tom Kenny                     | Petridisz Hrisztosz       |
| Hack Smashnikov                       | Jason Marsden                 | Petridisz Hrisztosz       |
| Funzo tulaja                          | Jason Marsden                 | Holl Nándor               |
| Mark Beaks                            | Josh Brener                   | Markovics Tamás           |
| Ezékiel Sólyom                        | Robin Atkin Downes            | Vass Gábor (1. évad)      |
| Ezékiel Sólyom                        | Robin Atkin Downes            | Papucsek Vilmos (3. évad) |
| Zeusz                                 | Michael Chiklis               | Vass Gábor (1-2. évad)    |
| Zeusz                                 | Michael Chiklis               | Melis Gábor (3. évad)     |
| Szeléné                               | Nia Vardalos                  | Kiss Virág                |
| Herkulille                            | Chris Diamantopoulos          | Sótonyi Gábor             |
| Dinka apja                            | Yuri Lowenthal                | Sótonyi Gábor             |
| DT-87 házörző robot                   | Yuri Lowenthal                | Orosz Gergely             |
| Rhutt Betlah                          | David Kaye                    | Orosz Gergely             |
| B.A.R.Á.T.                            | Corey Burton                  | Sörös Miklós              |
| Kanalas Kém                           | April Winchell                | Peller Anna               |
| Nagyláb Gavin                         | Sam Riegel                    | Potocsny Andor            |
| Pecek Meg                             | Kimberly Brooks               | Nádasi Veronika           |
| Donald mesterséges, közérthető hangja | Don Cheadle                   | Bolba Tamás               |
| Fiatal Donald                         | Russi Taylor (utolsó szerepe) | Szentirmai Zsolt          |
| Fiatal Donald                         | Cristina Vee (3. évad)        | Szentirmai Zsolt          |
| Lunaris tábornok                      | Lance Reddick                 | Tokaji Csaba              |
| Zan O’Hú                              | Natasha Rothwell              | Bertalan Ágnes            |
| Űrsas                                 | Kari Wahlgren                 | Vámos Mónika              |
| Roxanne Featherly                     | Kari Wahlgren                 | Bálint Adrienn            |
| Viola Ko-Libri                        | Libe Barer                    | Csifó Dorina              |
| Alistair Boorswan                     | Edgar Wright                  | Bodrogi Attila            |
| B.O.Y.D.                              | Noah Baird                    | Gáll Dávid                |
| Pepper                                | Amy Sedaris                   | Farkasinszky Edit         |
| Manny, a fej nélküli lovas            | Keith David                   | Papucsek Vilmos           |
| Az Ifjú Mormota beszélőkönyv          | Stephen Root                  | Kertész Péter             |
| Emma Glamour                          | Bebe Neuwirth                 | Kovács Nóra               |
| Bailiff                               | Henry Winkler                 | Király Adrián             |

## Magyar változat
A szinkront az SDI Media Hungary készítette.
- Főcímdal – Lola, karácsonyi verzió (2x06, 3x19) és stáblista dal (2x06, 3x19) – Magyar Bálint, halloweeni verzió – Zöld Csaba (2x10)
- Felolvasó: Endrédi Máté (1. évad), Bordi András (2-3. évad)
- Magyar szöveg: Dame Nikolett (1-3. évad)
- Dalszöveg: Szente Vajk (1. évad), Nádasi Veronika (2. évad), Cseh-Dávid Péter (3. évad)
- Hangmérnök: Salgai Róbert (1-2. évad), Bogdán Gergő (3. évad)
- Vágó: Kránitz Bence (1-3. évad)
- Gyártásvezető: Németh Piroska (1. évad), Rába Ildikó (2-3. évad)
- Zenei rendező: Posta Victor (1-3. évad)
- Szinkronrendező: Dobay Brigitta (1-3. évad)
- Produkciós vezető: Máhr Rita (1-2. évad), Orosz Katalin (3. évad)

## Eltérések az eredeti sorozattól

### Tartalmi eltérések
- Az 1987-es sorozatban Donald azért bízza Dagobertre az unokaöccseit, mert bevonul a haditengerészetbe, ahova nem viheti őket magával. A 2017-es változatban Donald csak pár óra erejéig bízza Dagobertre a fiúkat, amíg egy állásinterjúra megy, de miután az előző otthonuk véletlenül kigyullad, a fiúk Donalddal együtt beköltöznek Dagobert birtokára.
- A 2017-es változatban Dagobertnek híres múltja van világjáró kalandorként. Az eredeti sorozat semmi ilyesmire nem tér ki, noha sok epizód beszámol arról, hogy Dagobert fiatalkorában rengeteg helyen járt, a hírnevét üzleti sikereinek köszönheti.
- Az új sorozat legelső részében a fiúk rendkívül izgatottak, hogy Dagobert bácsikájukhoz mehetnek, ám a lelkesedésük összeomlik, amikor megtudják, hogy Dagobert már nem olyan, mint régen. Az eredeti sorozatban épp fordítva van, először nem szívesen akarnak vele lenni, de később megváltozik a véleményük.
- Az új sorozatban a fiúk még sosem találkoztak Dagoberttel a sorozat kezdete előtt, ellenben az eredetivel, ahol már régóta ismerték, de nem igazán kedvelték.
- Az eredeti sorozatban Dagobert azután fogadja fel Beakley asszonyságot, hogy a fiúk már nála laknak. A 2017-es változatban Beakley már a kezdetektől fogva Dagobertnek dolgozik, házvezetőként. Továbbá ebben a változatban híres múltja van nemzetközi kémként.
- Eduháp sokáig nem szerepel az új sorozatban. Később kiderül, hogy ez azért van, mert a történet szerint jóval azelőtt meghalt, hogy a fiúk Dagoberthez költöztek. Néhány rész erejéig azonban visszatér, mint szellem.
- Dagobert, Donald és Kvák kapitány kivételével néhány főszereplő jelentősen megváltozott az eredeti sorozathoz képest. Niki, Tiki és Viki mind önálló személyiséget kaptak, míg az eredeti sorozatban nagyon egyformák voltak, mind külsőre, mind belsőre. Webby jóval idősebb, mint a régi sorozatban, valamint csendes, visszahúzódó lányból igazi bajkeverő lett. Beakley asszonyság is sokkal szigorúbb, ellentétben az eredeti kedves, mindig vidám természetével.
- Az 1987-es sorozatban Niki, Tiki, és Viki mindhárman tagjai az Ifjú Mormoták cserkészcsapatának. A 2017-esben már egyedül csak Niki.
- Az új sorozatban Kvák kapitány Dagobert limuzinsofőrje és egyben pilótája. Az eredeti sorozatban csupán a pilótája volt.
- A 2017-es verzióban Szaki Dani Dagobert páncéltermében él és dolgozik. Az eredeti sorozatban saját háza volt. Továbbá, míg eredetileg kedves és segítőkész volt, az új sorozatban arrogáns és magának való.
- Doofus Drake az eredeti sorozatban a fiúk barátja volt és Ifjú Mormota-kiscserkész. Az új sorozatban egy elkényeztetett milliárdos kölyök, aki egy igazi pszichopata.
- Egyszeregy Tóbiás (az új szinkronban Fenton Tojáshéj-Cabrera) az eredeti sorozatban Dagobert könyvelője volt. Az új sorozatban egy fiatal tudós, aki Szaki Daninak dolgozik gyakornokként. Az eredeti sorozatban csak Dagobert tudott róla, hogy ő Robokacsa (az új szinkronban Kütyükacsa). Az új sorozatban Szaki Dani, Niki, Tiki, Viki, Webby és Kvák kapitány is tudja. Továbbá ebben a változatban a karakter latin-amerikai.
- Tóbiás (Fenton) édesanyja az eredeti sorozatban nyugdíjas volt. Ebben a változatban sokkal fiatalabb és rendőrként dolgozik.
- Tóbiás barátnője, Sandra (az új szinkronban Szarka) az eredeti sorozatban egy recepciós volt annál a statisztikai hivatalnál, ahol régen Tóbiás is dolgozott. A 2017-es sorozatban egy bolti eladó, aki egyben feltörekvő tudós is. Ám, míg az eredeti sorozatban mindig is tetszett neki Tóbiás, az új sorozatban eleinte csak azért közeledik hozzá, hogy kiszedje belőle Kütyükacsa titkait. Később valóban megkedveli.
- Az eredeti sorozatban Bubba, a neandervölgyi kacsa azután került az őskorból a modern korba, hogy Dagobert és a fiúk egy időutazás során megismerkedtek vele, és annyira megkedvelték, hogy úgy döntöttek, magukkal viszik. Az új sorozatban Bubba, teljesen véletlenül, egy Tiki által előidézett idővihar következtében kerül a jelenbe.
- Bubba az eredeti sorozatban beköltözik Dagobert birtokára, és teljes értékű családtag lesz. Az új sorozatban még közvetlenül a bemutatkozó epizódjában visszatér az őskorba. Történik azonban egy erős utalás arra, hogy valójában ő a McCsip klán minden leszármazottjának ősatyája.
- Az eredeti sorozatban Bubbának volt egy házikedvence, Tappancs, a triceratops. Az új sorozatban Tappancs, mint karakter, nem szerepel. A rá emlékeztető triceratops csupán az idővihar következtében kerül kapcsolatba Bubbával. Ez valószínűleg azért lett megváltoztatva, mert (mint ahogy Niki rámutat) dínók és ősemberek nem élhettek egy azon korban.
- A Kacsamesék: Az elveszett lámpa kincse egyik szereplője, Dijon, szerepel a 2017-es sorozatban is, ám a karaktere itt teljesen más. A filmben egy pitiáner csirkefogó volt, aki meg akarta szerezni a csodalámpát, hogy gazdag lehessen. A 2017-es sorozatban ő a lámpa szellemének kései leszármazottja, aki azért akarja megszerezni a lámpát, hogy megvédhesse az örökségét.
  - A film másik fontos szereplője, Dzsini a dzsinn szintén felbukkan az új sorozatban. Itt valamivel idősebb, mint a filmben, és úgy viselkedik, mint egy televíziós műsor házigazdája.
- Az eredeti sorozatban Dagobert szülei csak flashback-jelenetekben szerepeltek. A 2017-es változatban még a sorozat ideje alatt is élnek, miután Dagobert mágikus druidakövekkel építtette újjá a családi otthonukat, ami halhatatlanná tette őket.
- Mágika De Spell sokkal komolyabb és veszélyesebb gonosz, mint az eredeti sorozatban volt. Ebben a változatban sokáig csupán egy titokzatos árnyék formájában jelenik meg, akit az unokahúga, Lena (egy újdonsült szereplő) tud megidézni egy varázstalizmán segítségével. Ebben a változatban Mágika azért akarja Dagobert szerencsecentjét, mert a teste csapdába esett a centben egy Dagobert elleni csata során 15 évvel a sorozat előtt. Az első évad végén visszanyeri a fizikai formáját, azonban Dagobert és a családja legyőzik őt, és megfosztják minden varázserejétől.
- A 2017-es sorozat rengeteg mindent megmagyaráz Dagobert múltjával kapcsolatban, például, hogy miként szerezte az ősellenségeit:
  - Mágika eredetileg azért gyűlöli Dagobertet, mert a testvére, Poe miatta változott varjúvá. Az eredeti sorozatban Dagobertnek semmi köze nem volt Poe-hoz, aki már azelőtt is varjú volt, hogy Mágika és Dagobert találkoztak.
  - A Beagle Boyok voltak Hápburg törvényes urai, amíg Dagobert egy trükkel rá nem szedte őket, hogy adják el neki a várost, amit ő aztán jövedelmező üzletekkel felfuttatott, ám a Beagle Boyok ezt nem voltak hajlandók elfogadni, és a bűn útjára tértek.
  - Glomgold kezdetben nem volt gazdag, egyszerű cipőpucolóként kezdte pályafutását Dél-Afrikában. Amikor találkozott Dagoberttel, ő adott neki egy centet a munkájáért, amit Glomgold sértőnek talált, hiszen Dagobert a gazdagsága révén többet is adhatott volna, míg Dagobert a kemény munka értékét akarta megtanítani neki, amit ő is megtanult fiatalon. Glomgold emiatt örök bosszút esküdött ellene, megfogadta, hogy a világ leggazdagabb kacsájává fog válni, és mindenben le fogja győzni Dagobertet. Ez a történet eredetileg Carl Barks egyik képregényéből származik, és Glomgold karakterének „nem hivatalos” bemutatkozása volt a Kacsamesék univerzumába. A képregényben még Duke Baloney-nak hívták.
- A 2017-es sorozat először mutatja be képernyőn Della Kacsát, Donald ikertestvérét, Niki, Tiki és Viki édesanyját. A karakter ezelőtt még sohasem szerepelt sehol, csupán egy 1938-ban kiadott képregényben, ahol mindössze néhány szó esett róla. A 2017-es sorozat szerint Dagobert, Donald és Della fiatalkorukban együtt kalandoztak, mígnem Della rejtélyes módon eltűnt, Donaldnak ezért kellett elvállalnia a fiúk nevelését. Az első évad végén kiderül, hogy mielőtt a fiúk kikeltek volna, Dagobert építtetett egy rakétát Della számára, aki ennek segítségével feljutott az űrbe, ám végül sose tért vissza. Fent ragadt a Holdon, ahol azonban sikerült életben maradnia. A 2. évadban sikeresen visszatér a Földre.
- A 2017-es sorozat teljesen új háttértörténetet ad Webbynek: ő valójában egy genetikai kísérlet, amit Dagobert DNS-éből hozott létre egy gonosz szervezet, hogy felhasználják a McCsip család ellen, mígnem Beakley asszonyság rátalált és magához fogadta, mint az unokáját. A valódi neve Áprilka, és hozzá hasonlóan két másik kísérletet is létrehozott a szervezet, akiket Juninak és Majának hívnak. Áprilka, Maja és Juni az eredeti képregény szerint Daisy Kacsa unokahúgai voltak. Az 1987-es sorozat elkészítésekor ők szolgáltak inspirációként Webby karakterének megalkotásához.

### Formai eltérések
- Dagobert és Donald az új sorozatban visszatértek az eredeti, képregényes megjelenésükhöz: Dagobert piros kabátot, Donald pedig fekete matrózinget visel.
- Niki, Tiki és Viki külsőre eltérő kinézetet kaptak, valamint a ruháik fazonja is jelentősen különbözik egymástól.
- Az eredeti sorozatban a fiúk mindhárman viseltek baseballsapkát, az újban már egyedül csak Niki hord sapkát.
- Webby idősebb kora miatt hosszú hajviseletet kapott, a ruházata pedig sokkal komolyabb, mint a régi sorozatban.
- Beakley asszonyság eredeti, háziasszonyos megjelenése sokkal formálisabb lett, valamint szintén megváltozott a hajviselete és a szemüvege mérete.
- A Beagle Boyok sokkal kisebbek, körülbelül egyméretűek a kacsákkal. Az eredeti sorozatban egy fejjel legalább nagyobbak voltak náluk.
- A 2017-es változatban a Beagle Boyok nem viselnek a mellkasukon börtönazonosító számot, pulóverek helyett pedig pólót hordanak.
- Az eredeti sorozatban Burger volt a legkövérebb a Beagle Boyok közül. A 2017-es változatban Burger kifejezetten sovány.
- Beagle Mamának az eredeti változatban mindig kontyban volt a haja, az új sorozatban viszont leengedve hordja.
- Glomgold az eredeti sorozathoz képest sokkal kövérebb.
- Szaki Dani bozontos, vörös frizurája egy rendezett, ősz hajú frizura lett, a ruhája színét pedig liláról zöldre változtatták.
- Dagobert páncélterme jóval kisebb méretű, és kevesebb pénz is van benne, mint ahogy azt az eredeti sorozatban mutatták (bár később ezt azzal magyarázzák, hogy Dagobert az évek során minden pénzét az eltűnt Della keresésére költötte).
- Az eredeti sorozatban a páncélterem egy domb tetején állt, míg az új sorozatban Hápburg kikötőjének legszélén helyezkedik el.
- Egyszeregy Tóbiás tollazatának színe fehérről halvány barnára változott. Szuperhős alteregója, Robokacsa, sokkal robusztusabb alkatú, a páncélzatán pedig nincsenek műszaki gombok.
- Tóbiás barátnőjének a külseje teljesen megváltozott. Eredetileg magas volt, szőke és kihangsúlyozottan telt keblű. Az új sorozatban alacsony, rövid hajú és kicsit punk-rock stílusú. Az alkotók részéről megindokolt a változtatás, ugyanis nem akarták a karaktert túlzottan sztereotipikussá tenni.
- Dzsini, a dzsinn tollazatának színe fehérről barnára változott.
- Doofus Drake, mivel a szerepe teljesen megváltozott az eredeti sorozathoz képest, így a kinézete is merőben eltér az eredeti változattól. Az új változata öltönyt visel és szemüveges, valamint sokkal alacsonyabb és soványabb.
- Bubba, a neandervölgyi kacsa idősebbnek van ábrázolva, feltehetően azért, hogy a karaktere passzoljon a fiúkéhoz.
- Csillám Aranyka az eredeti változatához képest sokkal fiatalosabb megjelenést kapott. A szeme színét kékről zöldre változtatták. Továbbá Dagoberttől sokkal fiatalabb, ami miatt a haja nem ősz, hanem aranyszőke.
- Mágika De Spell fizikai formája apróbb változtatásokban eltér az eredeti verziótól. A karakter némileg magasabb és soványabb. Hosszú fekete köpenyt visel, és hosszú, csuklóig érő női kesztyűt. Tollazatának színe fehér helyett kékes-zöld beütésű. A hajában van egy festett lila csík. Démonikus, sárga szemei vannak. Van egy állandó varázspálcája is.
- Poe-nak varjúként nincs kalapja, mint az eredeti sorozatban. Ebben a változatban láthatjuk a valódi alakját is, ami néhány apróságot leszámítva hasonlít Mágikáéra, mivel ikertestvérek.
- Maja és Juni sokkal modernebb kinézetet kaptak az eredeti megjelenésükhöz képest, hasonlóan Webby új kinézetéhez.

## Az eredeti epizódok feldolgozása
Az új sorozatban több epizód is az eredeti sorozat egy-egy epizódjának modernizált vagy újragondolt változata:
- A terrafosszíliák terrorja című epizód az 1987-es Földrengés című epizódon alapszik, azzal a különbséggel, hogy Dagobert, Donald, Szaki Dani és Eduháp nem szerepelnek a részben.
- A Toth-Ra élő múmiái című rész az 1987-es A múmia bosszúja című rész feldolgozása, ám az eredetivel ellentétben Donald nem szerepel ebben a részben.
- Az Óvakodj a B.A.R.Á.T.-tól! című rész hasonlít az 1987-es Amstrong című epizódhoz, de csak annyiban, hogy mindkettő bemutat egy versenyt, amelyben Kvák kapitány megpróbálja legyőzni Szaki Dani egyik robotját.
- A McCsip kastély titkai lényegében A McCsip kastély átka című rész újragondolása, bár a két epizód története jelentősen különbözik egymástól.
- Az Árnyak harca című két részes évadfinálé a Mágika árnyékháborúja című epizódból merít rengeteg elemet, de a két epizód története eltér egymástól.
- A legveszélyesebb játék... est! című epizód a Mikro kacsák az űrből című részen alapszik, mivel mindkettőben szerepel egy idegen civilizáció, akik összezsugorítják Dagobertet és családját.
- A 87 centes megoldás című rész alaptörténete az Időhúzók című rész történetét idézi; mindkettőben Szaki Dani idő-megfagyasztó stoppere okozza a bonyodalmakat.
- A megtalált lámpás kincse című epizód Az elveszett lámpa kincse című filmet idézi, és annak szereplőit is felvonultatja. Viszont maga az epizód sokkal inkább A dzsinn gazdája című 87-es epizód történetén alapszik, azzal a különbséggel, hogy Dagobert és Glomgold helyett Dagobert és Beagle mama küzdenek a csodalámpáért.
- A Dupla kacsa kétszer karambolozik című rész az 1987-es A Dupla 0-ás kacsa című epizódon alapszik. Mindkettő Kvák kapitányra fókuszál egy kémküldetésben, ám az új sorozatban Viki is vele tart, mint szárnysegéd.
- A Selvana elveszett hárfája című rész Az eltűnt hárfa elrablói című epizód újragondolása, de néhány apróságot leszámítva a történet mindkét epizódban más és más.
- Az utolsó kaland című epizód a Még egyszer utoljára című 1990-es rész címét idézi, mivel mindkettő Dagobert utolsó kalandját mutatja be, és a sorozat befejezéseként szolgál.

## Összemosások más rajzfilmekkel
Az új sorozat egyik egyedisége, hogy számos más rajzfilmből emel át szereplőket a Kacsamesék univerzumába. Érdekesség, hogy főleg azokról a rajzfilmekről van itt szó, amiket az 1987-ben futó Kacsamesékkel egyidejűleg sugárzott a Walt Disney Company. Emellett olyan rajzfilmekkel is összevonják a sorozatot, amiknek valamilyen módon köze van egy-egy szereplőhöz (például Donald Kacsához vagy Dagoberthez).
- Több epizódon keresztül feltűnik a Sötét Tollas nevű szuperhős-kacsa a Darkwing Duck sorozatból. A Kacsamesék szereplői létező sorozatként kezelik ezt a szériát a saját univerzumukban. Ironikus, hogy főleg Kvák kapitány szereti nézni, aki egyébként a Darkwing Duck-ban is szerepelt.
- A Légi kalózok a légben című epizódban szerepel Don Kartács és kalózbandája a Balu kapitány kalandjai című sorozatból. Ebben a változatban éneklő-táncoló kalózokként szerepelnek, és kevésbé elvetemültek, mint az eredeti sorozatban.
- Egy másik összevonás az előbbi sorozattal szintén megjelenik az első évad utolsó epizódjában, amikor Donald és a fiúk úgy döntenek, Cape Suzette-be költöznek. Cape Suzette a Balu kapitány kalandjai állandó helyszíneként szolgál.
- A Kit Clondkicker elveszett rakománya című részben felbukkan az előbbi sorozat két főszereplője, Kit Clondkicker és Molly Cunningham. Míg az eredeti sorozatban gyerekek voltak, ebben a változatban már felnőttek, és Balu kapitány emlékére (aki egy kép erejéig szintén felbukkan) nyitottak egy pilótaiskolát. 
  - Továbbá az epizódban szereplő különleges képességű állatok a The Wuzzles című 1985-ös sorozatból származnak. A sorozat Magyarországon nem ismert, mivel Amerikában egy évad után törölték, így a szinkronos változata sosem készült el.
- A 22-es ügynök titkos aktáiból című részben több utalás is van a Gumimacik című sorozatra. Ebben az epizódban Dagobert és Beakley egy veszélyes kémküldetésbe keverednek, a feladtuk, hogy visszaszerezzenek egy bizonyos szérumot. A szérum valójában a Gumibogyó szörp, amelynek kapcsán megemlítik a Gumimacikat is, egy fényképen pedig a sorozat főszereplői is feltűnnek.
- A Golf-hange című epizódban szereplő két póni kinézete erős hasonlóságot mutat az Én kicsi pónim szereplőivel.
- A Karácsonyi ének című epizódban Dagobertet meglátogatja a múlt, a jelen és a jövő karácsonyának szelleme. A szereplők Charles Dickens Karácsonyi ének című könyvéből származnak, amit a Disney már feldolgozott olyan koncepcióban, amikor Dagobert személyesíti meg a fösvény Scrooge-ot (erre több vicces utalást is elhintenek az epizódban). Itt a különbség annyi, hogy Dagobert összebarátkozik a szellemekkel, akik végül nem tanulságos lélekutazásra viszik őt, hanem egy szórakoztató időutazásra.
- A város, ahol mindenki túl bájos című részben felbukkan Donald két régi amigója, José Carioca és Panchito Pistoles A három lovag című filmből. A film, illetve az azon alapuló sorozat egy külön franchise, melynek Donald az egyik főszereplője.
- A Kacsacsapat című epizód az azonos című tévésorozat paródiája. A Kacsa család egy rosszul elsült kívánság eredményeként egy televíziós szitkom foglyaivá válnak, ami rengeteg elemet merít a Kacsacsapatból.
  - Niki, Tiki és Viki a Kacsacsapatban viselt szerelésükben láthatók.
  - Donald újra kék matrózinget visel és érthetően beszél.
  - A Kacsacsapathoz hasonlóan ebben a részben is szerepelnek emberek, akik a szitkom élőközönségét alkotják.
  - Az epizód további érdekességei: felbukkan Goofy, mint a Kacsa család szomszédja. A dzsinn, aki valóra váltotta a kívánságot, a Kacsamesék: Az elveszett lámpa kincse című filmből ismert Dzsini. Továbbá Dagobert, Kvák kapitány, Beakley asszonyság és Webby visszakapják 1987-es kinézetüket.
- A Dupla kacsa kétszer karambolozik című részben szereplő laboratóriumi rágcsálók, amiknek egy kísérleti szerrel megnövelték az intelligenciájukat, nem mások mint a Csipet Csapat tagjai az azonos című sorozatból.
- A Szent Canard őrangyala című epizód, azon kívül, hogy a Darkwing Duck sorozat első epizódjának modern feldolgozása, számos rajzfilm világát hozza be a Kacsamesékbe. Az epizód története szerint egy tudományos gépezet, a Ramrod (a Darwing Duck-ból) lehetővé teszi a különböző dimenziókba való belépést, és minden dimenzió egy-egy létező rajzfilmen alapszik. Ezek többek között:
  - A Gézengúz hiúz című sorozat.
  - A Fluppy Dogs című 1986-os rajzfilm.
  - Az 1987-es Kacsamesék. A sorozat szereplői ebben a világban újrajátsszák A gonosz bálna című epizód ikonikus jelenetét, amikor Dagobert az asztalon őrjöngve azt kiabálja: "Egy tengeri szörny felfalta a fagylaltomat!".[7]
  - Továbbá a Ramrod megalkotójának Solegót teszi meg az epizód, aki a Balu kapitány kalandjai és Csipet Csapat sorozatok egyik negatív szereplője volt.
- Az utolsó kaland című részben feltűnik az 1994-es Gargoyles című Disney-sorozat egyik szereplője, Góliát, a vízköpő. A sorozat Magyarországon nem került bemutatásra.

## Epizódok
| Évad | Évad        | Epizódok | Eredeti sugárzás    | Eredeti sugárzás     | Magyar sugárzás   | Magyar sugárzás      |
| Évad | Évad        | Epizódok | Évadpremier         | Évadfinálé           | Évadpremier       | Évadfinálé           |
| ---- | ----------- | -------- | ------------------- | -------------------- | ----------------- | -------------------- |
|      | Rövidfilmek | 6        | 2017. június 9.     | 2017. június 16.     | 2018. március 29. | 2018. április 3.     |
|      | 1           | 25       | 2017. augusztus 12. | 2018. augusztus 18.  | 2018. március 29. | 2018. szeptember 21. |
|      | 2           | 25       | 2018. október 20.   | 2019. szeptember 12. | 2020. október 25. | 2021. május 23.      |
|      | 3           | 25       | 2020. április 4.    | 2021. március 15.    | 2022. április 2.  | 2022. május 31.      |